# Charles II de Bourbon-Vendôme
Charles II de Bourbon-Vendôme (Gandelus-en-Brie, 30 de março de 1562 - Paris, 30 de julho de 1594) foi um cardeal do século XVII.

## Biografia
Nasceu em Gandelus-en-Brie em 30 de março de 1562. Filho de Louis I de Bourbon, príncipe de Condé e duque de Enghien, e sua primeira esposa, Eléonore de Roye. Ele foi chamado cardeal de Bourbon-Condé, cardeal de Vendôme e, finalmente, cardeal de Bourbon. Sobrinho-neto do cardeal Charles I de Bourbon (1476). Sobrinho-neto do cardeal Louis II de Bourbon de Vendôme (1517). Sobrinho do cardeal Carlos II de Bourbon-Vendôme (1548). Outro cardeal da família foi Luis de Vendôme (1667). Primo dos reis Antonio de Navarra e Henrique IV da França.
Educado em Roma. (Nenhuma informação educacional adicional encontrada).
Com a morte de seu tio, ele se tornou arcebispo de Rouen.
Nunca recebeu a ordenação sacerdotal.
Eleito arcebispo coadjutor de Rouen, com direito de sucessão, em 1º de agosto de 1582. Nunca recebeu a consagração episcopal.
Criado cardeal diácono no consistório de 12 de dezembro de 1583; nunca recebeu o chapéu vermelho e o título. Conselheiro-chefe do rei Henrique III da França. Não participou do conclave de 1585, que elegeu o Papa Sisto V. Administrador da diocese de Bayeux, 1586; renunciou à administração em 1590. Quando seu tio morreu em 9 de maio de 1590, o capítulo da catedral de Rouen recusou-se a reconhecê-lo como arcebispo; tanto o capítulo quanto a cidade seguiram a festa da Liga contra o rei Henrique IV; somente após um longo cerco do rei, o novo arcebispo foi aceito. Ele trabalhou com sucesso pela conversão do rei Henrique IV, exortando-o com sermões, orações e até lágrimas a abraçar a fé católica; ele se opôs fortemente aos esforços de alguns para criar um patriarcado na França, fazendo com que seu proponente abandonasse a ideia. Ele participou da reunião dos Etats Généraux em Blois em 1588. Abade commendatariode St-Denis, St-Germain-des-Prés, St-Ouen, Bourgueuil, Ste-Catherine de Rouen e d'Orcamp. Não Participou do Conclave de setembro de 1590, que elegeu o Papa Urbano VII. Não Participou do Conclave do outono de 1590, que elegeu o papa Gregório XIV. Não participou do conclave de 1591, que elegeu o Papa Inocêncio IX. Não participou do conclave de 1592, que elegeu o Papa Clemente VIII. Quando ele adoeceu, o rei Henrique IV da França o visitou pouco antes de sua morte.
Morreu em Paris em 30 de julho de 1594, de hidropisia de acordo com alguns ou desgosto de acordo com outros, abadia de St-Germain-des-Prés, Paris. Enterrado no Chartreuse de Gaillon, fundado por seu tio, que também está enterrado lá.